# Plaucheville
Plaucheville es una villa ubicada en la parroquia de Avoyelles en el estado estadounidense de Luisiana. En el Censo de 2010 tenía una población de 248 habitantes y una densidad poblacional de 63,25 personas por km².

## Geografía
Plaucheville se encuentra ubicada en las coordenadas 30°57′53″N 91°59′1″O / 30.96472, -91.98361. Según la Oficina del Censo de los Estados Unidos, Plaucheville tiene una superficie total de 3.92 km², de la cual 3.92 km² corresponden a tierra firme y (0%) 0 km² es agua.

## Demografía
Según el censo de 2010, había 248 personas residiendo en Plaucheville. La densidad de población era de 63,25 hab./km². De los 248 habitantes, Plaucheville estaba compuesto por el 93.15% blancos, el 0.81% eran afroamericanos, el 3.23% eran amerindios, el 0.4% eran asiáticos, el 0% eran isleños del Pacífico, el 0.4% eran de otras razas y el 2.02% pertenecían a dos o más razas. Del total de la población el 1.61% eran hispanos o latinos de cualquier raza.